# Uzi Chitman
Uzi Chitman (hebr. עוזי חיטמן ; ur. 9 czerwca 1952 w Giwat Szemu’el, zm. 17 października 2004) – izraelski piosenkarz i kompozytor, który tworzył głównie piosenki i programy telewizyjne dla dzieci.

## Kariera muzyczna
Uzi Chitman rozpoczął swoją karierę muzyczną rozpoczął już podczas pełnienia służby w Siłach Obronnych Izraela. W 1976 roku skomponował melodię do modlitwy „Adon Olam”. W 1978 roku napisał muzykę i słowa do piosenki „Noladti le-Szalom”, która była dedykowana jego nowo narodzonemu synowi, a także postępującemu pokojowi izraelsko-egipskiemu.
Od początku lat 80. występował w programach dla dzieci, w których również śpiewał. Pod koniec marca 1985 roku wystąpił w duecie z Jigalem Baszanem w finale krajowych eliminacji eurowizyjnych Kdam z utworem „Kmo tzo’ani”. Duet zajął ostatecznie drugie miejsce, przegrywając jedynie z Jizharem Kohenem.
W 1991 roku Chitman skomponował piosenkę „Kan” dla Orny i Moshego Datzów, z którą ci reprezentowali Izrael w 36. Konkursie Piosenki Eurowizji. Para zajęła ostatecznie trzecie miejsce w finale imprezy ze 139 punktami na koncie, w tym m.in. z maksymalnymi notami 12 punktów od Hiszpanii, Turcji i Jugosławii.

## Śmierć
Chitman zmarł 17 października 2004 roku na zawał serca w wieku 52 lat. Jego ciało zostało pochowane na cmentarzu Jarkon w Tel Awiwie. Na cześć artysty nazwano plac Kikar Chitman w Ramat Gan.